# NGC 6539
NGC 6539 (również GCL 85) – gromada kulista znajdująca się w gwiazdozbiorze Wężownika. Odkrył ją Theodor Brorsen we wrześniu 1856 roku. Jest położona w odległości ok. 25,4 tys. lat świetlnych od Słońca oraz 9,8 tys. lat świetlnych od centrum Galaktyki.